# Enheten för biobanksforskning
Enheten för biobanksforskning är en biobanksservice som funnits i Västerbottens län sedan mitten av 1980-talet, tidigare under namnet Medicinska biobanken.

## Historia
Grunderna till Medicinska biobanken lades i Norsjö 1986 då projektet Västerbottens hälsoundersökning startades av professor Göran Hallmans vid dåvarande Enheten för näringsforskning vid Umeå universitet. Syftet med hälsoundersökningen, som är världens största i sitt slag, var att stödja mer hälsosamma vardagsvanor och på så sätt påverka viktiga riskfaktorer bakom hjärtinfarkter, slaganfall och diabetes. Undersökningen ingår i den större Northern Sweden Health and Disease Study (NSHDS).
Biobanken hämtade sina vävnadsprover från tre olika studier: VIP (Västerbotten Intervention Program), Monica-studien och Mammografiscreeningsprojektet. År 1987 godkände Västerbottens läns landsting att ett extra blodprov, även kallat sparprov, fick tas i samband med landstingets hälsoundersökningar. Alla prover förvarades, anonymiserade genom streckkodsmärkning, på Norrlands universitetssjukhus. Enbart i VIP fanns 2015 prover och/eller enkäter från fler än 115 000 personer.
För att kunna administrera det ökande antalet prover i biobanken, bildades 1988 Stiftelsen Kost och Hälsa. År 1994 övertogs denna arbetsgivande funktion av Stiftelsen Stegen.

## Aktuell verksamhet
Sedan 2012 finns en överenskommelse mellan universitetet, landstinget och ansvariga forskare som innebär att landstinget ansvarar för insamling och förvaring av biobanksmaterial. Umeå universitets uppgift är att tillse att biobanks- och annan relaterad forskning kan ske via Enheten för Biobanksforskning (EBF), som koordinerar uttag av registerdata och prover från ett 50-tal provsamlingar.
EBF deltar i arbetet med BBMRI.se, som är en nationell forskningsinfrastruktur för biobanker, och samarbetar internationellt med bland annat WHO-projektet European Investigation into Nutrition and Cancer (EPIC) och flera EU-finansierade projekt.